# 3e législature du Nouveau-Brunswick
La 3e législature du Nouveau-Brunswick a représenté le Nouveau-Brunswick du 9 février 1796 jusqu'à 1802.
La législature fut organisée selon la volonté du gouverneur du Nouveau-Brunswick, Thomas Carleton. Un bâtiment destiné à abriter l'Assemblée législative du Nouveau-Brunswick commença en 1799 et fut achevé en 1802, à Fredericton. Amos Botsford fut choisi comme président de la Chambre.

## Liste des députés
| Electoral District | Name                            |
| ------------------ | ------------------------------- |
| Saint John County  | William Pagan                   |
| Saint John County  | Jonathan Bliss                  |
| Saint John County  | James Simonds                   |
| Saint John County  | Bradford Gilbert                |
| York               | Daniel Murray                   |
| York               | Jacob Ellegood                  |
| York               | Archibald McLean                |
| York               | James French Stair Agnew (1796) |
| Westmorland        | Amos Botsford                   |
| Westmorland        | Samuel Gay                      |
| Westmorland        | Ralph Siddall                   |
| Westmorland        | Thomas Dixson                   |
| Kings              | John Coffin                     |
| Kings              | David Fanning                   |
| Queens             | James Peters                    |
| Queens             | John Yeamans                    |
| Charlotte          | Robert Pagan                    |
| Charlotte          | James Campbell                  |
| Charlotte          | David Owen                      |
| Charlotte          | David Mowatt                    |
| Northumberland     | James Fraser                    |
| Northumberland     | Samuel Lee                      |
| Sunbury            | James Glenie                    |
| Sunbury            | Samuel Denny Street             |
| Saint John City    | George Younghusband             |
| Saint John City    | Nathan Smith                    |